# Хансен, Эрик Ларс
Ларс Эрик Хансен (англ. Lars Erik Hansen; род. 14 сентября 1954 в Копенгагене, Дания) — канадский игрок Национальной баскетбольной ассоциации (НБА), датского происхождения.

## Любительская карьера
Хансен родился в Копенгагене (Дания), вырос в Кокуитламе (Британская Колумбия, Канада), где был звездой баскетбола в «Столетней средней школе». Он продолжал играть в баскетбол в университете Вашингтона в Соединенных Штатах.

## Профессиональная карьера
Хансен был выбран в двух Драфтах НБА: в 1976 году — «Чикаго Буллз», а затем в 1977 году — «Лос-Анджелес Лейкерс».
В сезоне 1978—1979 Хансен сыграл в 15 играх с Сиэтл Суперсоникс.
В сезоне 1980—1981, Хансен был назван игроком года и лучшим бомбардиром в Испанской баскетбольной лиге. Он также играл с ФК Барселона.